# Caroline Nasica
Pour les articles homonymes, voir Nasica.
Caroline Nasica, née le 27 mars 1997 en France, est une autrice de bande dessinée, illustratrice, plasticienne et scénariste française.

## Biographie

### Jeunesse, formation et débuts
Caroline Nasica grandit à Marseille, à Nice ainsi qu'en Corse,,. La dessinatrice a évolué dans l'univers artistique avec notamment une mère illustratrice et storyboardeuse ainsi qu'une grand-mère peintre,.
Aimant la bande dessinée et plus généralement l'illustration, Caroline Nasica commence ses études supérieures avec une mise à niveau en design graphique à Nice, puis se dirige vers la direction artistique et la photographie en fréquentant durant quatre années l'école professionnelle supérieure d'arts graphiques (EPSAA),. Elle est ainsi diplômée en tant que directrice artistique en communication visuelle et multimédia.
À la suite de cela, la Française réalise plusieurs expositions, à Paris et Ajaccio notamment,,.

### Carrière d'autrice de BD
Néanmoins, après l’avoir mis de côté, l’artiste retrouve l’univers du dessin, et plus spécifiquement la bande dessinée,. Ainsi, en janvier 2020, Caroline Nasica ouvre un compte sur Instagram, où sous l'alias @zinzin_nsc, elle représente des anecdotes personnelles puisées dans les péripéties de son adolescence et ses années de jeune adulte,. Ses BD mettent également en lumière ses proches,. Pour cela, elle partage ses histoires en recourant à un dessin au stylo noir sur fond blanc, le plus souvent divisé en dix cases. Le succès arrive rapidement avec un lectorat croissant, impliquant la mise en ligne d'une multitude de strips au fil des années, révélant différentes facettes de son autrice, à l'instar de sa tendance colérique ou de son tempérament rebelle,. Libération la qualifie ainsi en 2025 de « sanguine » avec « un caractère de cochon », la RTS elle lui trouve un « humour explosif ».
Souhaitant être publiée, c'est avec la maison d’édition Exemplaire fondée par Lisa Mandel que Caroline Nasica produit son premier ouvrage en décembre 2021 après une campagne de financement participatif réussie,. Intitulé Caro et les zinzins, il reprend principalement les histoires publiées sur son compte Instagram. Par ailleurs, elle prend part à l'édition 2022 du festival d’Angoulême et au Pop Women Festival 2023. L'envie d'émancipation de l'artiste se réalise dans le même temps au moyen de collaborations, avec Arte, et We Love Green notamment, festival avec qui elle poursuit le partenariat durant plusieurs années, plus en parallèle diverses collaborations avec d'autres événements culturels.
Au printemps 2023, son deuxième album titré Caro et les zinzins 2 est publié après avoir suivi la même genèse que le premier,, puis paraît son troisième ouvrage nommé 5, Rue du Boucan, une histoire fictive éditée chez Larousse cette fois,.
À l'été 2024 est commercialisé Pop-porn : le porno c'est pas la vraie vie !, ouvrage paru chez Dargaud et soutenu par l'Observatoire de la parentalité et de l’éducation numérique, qu'elle a co-élaboré avec l'essayiste Elvire Duvelle-Charles. Faisant suite à la publication d'une anecdote autobiographique par la Marseillaise d'abord et d'une version numérique mise en ligne sur la revue digitale de Dargaud Mâtin, quel journal ! ensuite, le livre est une bande dessinée de sensibilisation à l'exposition aux contenus pornographiques, destinée aux adolescents et alternant entre témoignages et pages explicatives,,. Par ailleurs, elle cofonde en septembre avec plusieurs artistes freelances marseillais un espace culturel situé dans la cité phocéenne,, ville où elle réalise à nouveau une exposition durant l'année, de même qu'à Ajaccio,.
Au printemps 2025 paraît Zia Zinzin, une autofiction mettant en scène le retour en Corse de son autrice après une année d'absence,. L'ouvrage bénéfice d'une certaine couverture médiatique, avec par exemple le Journal de la Corse qui estime que Caroline Nasica y use d'une « jolie ironie tintée d'impertinence », et Paris-Normandie jugeant qu'il est « servi par une écriture fraîche et impertinente, parfois à l'excès, et un joli dessin ».

## Œuvres
- Caro et les zinzins, éditions Exemplaire, 2021  (ISBN 978-2492926129)
- Caro et les zinzins 2, éditions Exemplaire, 2023  (ISBN 978-2492926297)
- 5, Rue du Boucan, Larousse, 2023  (ISBN 978-2036028555)
- Pop-porn : le porno c'est pas la vraie vie !, Dargaud, 2024  (ISBN 978-2205211610)
- Zia Zinzin - Retour en Corse, Dargaud, 2025  (ISBN 978-2205211276)